# Julius Písařovic
Julius Písařovic (křtěný Julius Antonius Klemens Pisarowitz, 23. listopadu 1811 Praha – 24. května 1881 Zbraslav) byl český klarinetista a hudební pedagog.

## Životopis
Narodil se v Praze. V letech 1825 až 1831 studoval hru na klarinet na Pražské konzervatoři u Václava Farníka. Působil v orchestru Stavovského divadla, posléze pak také Prozatímního divadla. Od roku 1843 až do konce života vyučoval na Pražské konzervatoři, mezi svými studenty patřili hudební skladatel Karel Kovařovic či klarinetista mj. Joseph Friedrich. Byl autorem učebnice hry na klarinet, která je přepracováním příručky francouzského hudebníka Jeana-Xaviera Lefebvrea. Hrával také při bohoslužbách v chrámu svatého Víta na Pražském hradě.
Písně Františka Škroupa Nevěsta předoucí a Salašnice, se sólovými klarinetovými party, byly Písařovicovi autorem věnovány. Bedřich Smetana počítal s jeho interpretačními schopnostmi při komponování klarinetových partů pro svůj cyklus Má vlast, stejně jako při řadě jeho dalších skladeb.
Byl otcem čtyř dětí, včetně dirigenta Arthura Písařovice (1854–1917), který působil v Nizozemsku, a operní pěvkyně Marie Písařovicové.